# 2161.
◄ | 21. stoljeće | 22. stoljeće | 23. stoljeće | ►
◄ | 2130-ih | 2140-ih | 2150-ih | 2160-ih | 2170-ih | 2180-ih | 2190-ih | ►
◄◄ | ◄ | 2158. | 2159. | 2160. | 2161. | 2162. | 2163. | 2164. | ► | ►►
Astronomija

## Događaji
- 19. svibnja - predviđa se da će svih osam planeta biti na istoj strani Sunca, unutar 69 stupnjeva.